# Sandy (Utah)
Sandy je město v okrese Salt Lake County ve státě Utah ve Spojených státech amerických. K roku 2020 zde žilo 96 904 obyvatel. S celkovou rozlohou 57,9 km² byla hustota zalidnění 1 673,6 obyvatel na km². Leží 21 kilometrů jižně od Salt Lake City v údolí Salt Lake Valley.